# 7488 Robertpaul
7488 Robertpaul eller 1995 KB1 är en asteroid i huvudbältet som upptäcktes 27 maj 1995 av den amerikanske astronomen Carl W. Hergenrother vid Catalina Station. Den är uppkallad efter upptäckarens bror, Robert P. Hergenrother.
Den tillhör asteroidgruppen Hungaria.